# カリーニングラード鉄道支社
カリーニングラード鉄道支社（ロシア語: Калининградская железная дорога）は、ロシア鉄道公開株式会社の支社（Филиал ОАО «РЖД»）の一つであり、1992年に創設された。カリーニングラード州のロシア鉄道線を管轄する。本部はカリーニングラードに設置されている。

## 歴史
カリーニングラード州はかつてはドイツ領であり、東プロイセンの一部であった。1939年の時点で北東プロイセン鉄道の路線長は1,823kmであった。
第二次世界大戦終了後の1946年に北東プロイセン鉄道のシステムはソビエト連邦国鉄のものに置き換えられていった。大部分のローカル線、特に軌間の異なるポーランドおよび南東プロイセンからの路線は廃止され、残された路線もベルリンやグダニスクに直通する路線を除き1520mmの広軌に改軌された。1946年から1992年までカリーニングラード支局はリトアニア鉄道局（1946-53、1956-63）、および沿バルト鉄道局（1953-56、1963-92）に属していた。機関区はカリーニングラードとチェルニャホフスクに存在する。

## 路線
（リトアニア国境←）ネステロフ駅 - カリーニングラード南駅 - マモノヴォ駅（→ポーランド国境）

## 参照
1. ↑  Поезд Калининград-Берлин с 30 мая вновь появится в расписании КЖД